# Sharuna
Sharuna és una ciutat d'Egipte situada prop del lloc on fou la ciutat egípcia d'Hutnesut, identificada amb la grecoromana Alabastronòpolis, i que fou capital del nomós XVIII de l'Alt Egipte. Té unes restes d'un temple dedicat a Horus-Dunanwy, probablement d'època ptolemaica.